# Lee Haney
Lee Haney (n. 11 noiembrie 1959, Carolina de Sud, SUA) este un culturist profesionist american, renumit datorită faptului că a depășit recordul lui Arnold Schwarzenegger de șapte titluri Mr. Olympia, cucerind opt, între anii 1984 și 1991. Actualmente este antrenor de culturism, având două săli de fitness în Atlanta (una din ele fiind desemnată drept "sala oficială de fitness a Atlantei"), unde între clienții lui se numără și fostul campion de box la categoria grea Evander Holyfield. Haney este căsătorit și are doi copii.

## Palmares
- 1979	Teen Mr. America - loc 1
- 1982	Junior Nationals - loc 1 (cat. grea & open)
- 1982	Nationals - loc 1 (cat. grea & open)
- 1982	World Amateur Championships - loc 1 (cat. grea)
- 1983	Grand Prix England - loc 2
- 1983	Grand Prix Las Vegas - loc 1
- 1983	Grand Prix Sweden - loc 2
- 1983	Grand Prix Switzerland - loc 3
- 1983	Night of Champions - loc 1
- 1983	Mr. Olympia - loc 3
- 1983	World Pro Championships - loc 3
- 1984	Mr. Olympia - loc 1
- 1985	Mr. Olympia - loc 1
- 1986	Mr. Olympia - loc 1
- 1987	Mr. Olympia - loc 1
- 1987	Grand Prix Germany - loc 1
- 1988	Mr. Olympia - loc 1
- 1989	Mr. Olympia - loc 1
- 1990	Mr. Olympia - loc 1
- 1991	Mr. Olympia - loc 1